# Thomas Stafford Williams
Thomas Stafford kardinál Williams (20. března 1930, Wellington, Nový Zéland – 22. prosince 2023) byl emeritní arcibiskup Wellingtonu a novozélandský římskokatolický kardinál.

## Život
Thomas Stafford Williams studoval katolickou teologii, filozofii, ekonomii a sociologii ve Wellingtonu, Římě a Dublinu. V roce 1959 byl vysvěcen na kněze. Po dalším studiu získal v roce 1962 doktorát ze sociologie. Pracoval na Novém Zélandu jako duchovní pastýř a pedagog. V letech 1971 až 1975 byl misionářem na Západní Samoi, v období 1976 až 1979 farářem ve Wellingtonu.
Arcibiskupem Wellingtonu byl jmenován 30. října 1979, biskupské svěcení přijal 20. prosince téhož roku. Při konzistoři v roce 1983 ho Jan Pavel II. jmenoval kardinálem knězem s titulárním kostelem Gesù Divin Maestro alla Pineta Sacchetti a v roce 1995 se stal vojenským biskupem Nového Zélandu.
Dne 21. března 2005 byl emeritován z důvodu dosažení kanonického věku z úřadu arcibiskupa.

## Vyznamenání
- Řád Nového Zélandu – 5. června 2000